# L'Homme invisible (Dalí)
Pour les articles homonymes, voir L'Homme invisible.
L'Homme invisible est une huile sur toile peinte par Salvador Dalí entre 1929 et 1933 et conservée au Musée Reina Sofia de Madrid. Il s'agit d'une œuvre expérimentale inachevée où Dalí s'exerce aux images doubles.

## Contexte

Tableau de Giuseppe Arcimboldo qui ont inspiré à Dali ses premières images multiples

Dalí s'intéresse alors aux images doubles, où, suivant le point de vue et le regard porté, des éléments graphiques peuvent avoir plusieurs sens, créant un effet optique et un trompe-l’œil. Cette œuvre est restée inachevée car l'artiste considérait ce premier essai comme un échec, mais il persiste sur cette voie en créant nombre de créations sur cette base.
Il semble que l'idée de base du tableau lui a été inspirée par un livre sur l’Égypte ancienne, dont il admirait les illustrations dans son enfance. Il se serait également inspiré de Giuseppe Arcimboldo, peintre de la renaissance qui peint des tableaux de visages humains constitués de fleurs, fruits, plantes et animaux.
Dalí considérait l'Homme invisible comme un fétiche paranoïaque, protecteur de Gala et de lui. Dans Vie secrète de Salvador Dalí, il décrit le personnage comme un individu qui sourit de façon bénévole, capable d'exorciser toutes les peurs et de les mettre en fuite. Cependant, plus qu'à un homme, Dalí pensait à Lidia Noguer, une paysanne extravagante de Port Lligat à qui lui et Gala achetèrent leur première maison.
Cette toile est également reconnue comme étude préparatoire pour d'autres toiles telles qu'Espagne, Métamorphose de Narcisse et Le Grand Paranoïaque.

## Description
Ce tableau de Dalí peut être décrit de plusieurs façons. On peut d'une part y voir une personne assise, aux proportions gigantesques et prolongées. La tête de l'individu est formée par des ombres et des reliefs, des constructions et des sculptures éloignées du spectateur. Des nuages forment les cheveux et deux sphères bleues, les yeux. Le bras droit est inachevé, il est formé en partie par l'épaule de la statue et une femme au cou disproportionné.
Le bras gauche est formé par une colonne et délimité par un bâtiment noir au premier plan, à droite de la toile. Cette construction possède de plus deux sculptures de femmes disséquées de couleurs différentes. 
Au milieu, dans la partie inférieure, une espèce de mannequin se dessine, aux cheveux longs qui montent et se divisent, définissant les mains du géant. Les jambes sont formées par une cascade et une section du sol de couleur bleue.
Devant le mannequin, se trouve un lion doré que l'on retrouve dans de nombreuses œuvres de l'artiste. D'autres éléments surréalistes sont présents dans le tableau, mais ne semblent que décoratifs. À droite, au premier plan, on note un ensemble de sculptures satiriques composées de trois hommes et de trois enfants.
À gauche, une sculpture de femme, de profil, est posée sur un pilastre. On la retrouve également dans de nombreuses toiles de Salvador Dalí. Plus au fond, un cheval blanc est peint sur une plate-forme. Sur la main droite du géant, se trouve une forme symétrique et étrange qui semble être disséquée.